# Ван Ги Чхун
Ван Ги Чхун (кор. 왕기춘?, 王機春?, р.13 сентября 1988) — южнокорейский дзюдоист, чемпион мира и Азии, призёр Олимпийских и Азиатских игр.

## Биография
Родился в 1988 году в Чоныпе. Уже в 19 лет, в 2007 году, стал чемпионом мира. В 2008 году завоевал серебряную медаль Олимпийских игр в Пекине. В 2009 году вновь стал чемпионом мира. В 2010 году завоевал бронзовую медаль чемпионата мира и серебряную медаль Азиатских игр. В 2011 году стал чемпионом Азии. В 2012 году вновь стал чемпионом Азии, но на Олимпийских играх в Лондоне стал лишь 5-м. В 2015 году завоевал серебряную медаль Универсиады.